# 牙盘
牙盤是在自行車中，和曲柄相連的部分。也有人稱為大齒盤或稱為大餅。運動員通過蹬踏帶動曲柄，進而帶動牙盤的轉動，最終通過鏈條和飛輪，驅動後輪轉動，提供動力，完成自行車的整個傳動鏈。